# 1-アミノ-2-プロパノール
1-アミノ-2-プロパノール（1-amino-2-propanol）は、第二級アミノアルコールの1種である。2位の炭素（水酸基が付いている炭素）はキラル中心であるため、1対の鏡像異性体が存在する。水性アンモニアと酸化プロピレンから合成できる。多くの薬品の合成中間体であり、メサドンなどオピオイドの基本構成要素である。